# Harry Christophers
Richard Henry Tudor "Harry" Christophers, (né le 26 décembre 1953 à Goudhurst, comté de Kent) est un choriste professionnel, chef de chœur et chef d'orchestre britannique. Il est le fondateur et le chef actuel de The Sixteen Choir and Orchestra.

## Éducation et débuts de carrière
Richard Henry Tudor Christophers étudie à la King's School de Canterbury, et devient choriste à la cathédrale de Canterbury sous la direction du chef de chœur Allan Wicks (en). Il joue de la clarinette dans l'orchestre de l'école aux côtés d'Andrew Marriner. Parmi ses influences musicales de jeunesse, il cite les Rolling Stones, Brahms, Mahler, Stravinsky et Jethro Tull.
Christophers devient clerk choral au Magdalen College d'Oxford, où il étudie les humanités classiques pendant deux ans avant d'entamer sa carrière musicale. Il passe six ans comme choriste professionnel à l'Abbaye de Westminster, en tant que membre des Clerks of Oxenford, puis trois années parmi les BBC Singers.

## Carrière avec The Sixteen
Christophers fonde l'ensemble vocal The Sixteen à cette époque, en 1979 précisément. Il a dirigé The Sixteen et son orchestre à travers l'Europe, l'Amérique et l'Extrême-Orient, et il est reconnu pour son travail sur les musiques de la Renaissance, du baroque et du XXe siècle. Avec The Sixteen, il a enregistré pour CORO (le propre label de The Sixteen) et d'autres producteurs, dont Hyperion Records, UCJ et Virgin Classics. Plusieurs enregistrements ont été récompensés (un Grand Prix du Disque et un Midem award pour son Messie de Haendel), de nombreux Schallplattenkritik allemands, le Gramophone Award for Early Music et le Classical Brit Award 2005 pour son disque Renaissance. L'enregistrement en 2009 par The Sixteen des Coronation Anthems (Motets du Couronnement), de Haendel, obtient un Classic FM Gramophone Award dans la catégorie « Baroque vocal », tandis que Christophers et The Sixteen sont distingués comme « Artistes de l'Année ». Cet enregistrement leur vaut d'être sélectionnés pour la 52e cérémonie des Grammy Awards dans la catégorie des Meilleures Performances chorales.
En 2000, pour les cérémonies du Millénaire, Christophers inaugure son « Pèlerinage choral », une tournée des cathédrales anglaises, de York à Canterbury, avec des musiques de l'époque précédant la Réforme protestante. Ceci conduit à la mise en place de pèlerinages annuels conçus autour de thèmes musicaux particuliers,. En 2009, année du trentième anniversaire de The Sixteen, le neuvième pèlerinage est dédié aux anniversaires d'Henry Purcell (né en 1659), de James MacMillan (né en 1959) et de Haendel (mort en 1759),. Le pèlerinage de 2011 prend pour thème la musique de Tomás Luis de Victoria et celui de 2012, intitulé "The Earth Resounds" (« La Terre résonne »), explore la musique sacrée des Flandres des XVe et XVIe siècles autour des compositeurs Josquin des Prés, Antoine Brumel et Roland de Lassus.
En septembre 2008, Christophers est nommé directeur artistique de la Société Handel-et-Haydn à Boston (Massachusetts, États-Unis) pour la saison 2009-2010, avec un contrat initial de trois saisons. En septembre 2011, son contrat avec la Société Handel-et-Haydn est prorogé pour quatre saisons, jusqu'à la saison 2015-2016,.
De plus en plus intéressé par l'opéra, Christophers dirige de nombreuses productions pour l'Opéra de Lisbonne ou l'English National Opera, dont notamment la première britannique du Fortunio d'André Messager, pour le Grange Park Opera. Il est un chef régulier de l'Opéra de Buxton où il lance un cycle d'opéras et d'oratorios de Haendel dont Semele, Samson et Saul. En juillet 2012, il y dirige l'oratorio Jephté. Il est également le principal chef invité de l'Orchestre de la Ville de Grenade (Orquesta Ciudad de Granada), en Espagne.
Christophers est membre honoraire du Magdalen College d'Oxford, ainsi que du Royal Welsh College of Music and Drama (« Collège Royal Gallois pour la Musique et l'Art Dramatique »). Il est Docteur en musique de l'Université de Leicester, à titre honorifique.
En juin 2012, lors de la Promotion annuelle des « Honneurs » à l'occasion de l'anniversaire de la Reine, il est nommé Commandeur de l'Ordre de l'Empire britannique (CBE), et peut en conséquence se faire appeler désormais Sir Harry Christophers.